# Valery Sigalevitch
Valeri Lvóvitx Sigàlevitx, rus: Валерий Львович Сигалевич, conegut habitualment com a Valery Sigalevitch (rus: Валерий Львович Сигалевич)  (Simferòpol, 4 de març de 1950), és un pianista de concert clàssic rus.

## Biografia
Sigalevitch va néixer a Simferopol, Crimea. El seu pare, Lev Sigalevitch, era pintor i la seva mare, pianista i professora de concerts. Va començar a tocar el piano als sis anys i, demostrant un talent prodigiós, va ser acceptat a la classe especial de música del Conservatori de Leningrad als set anys per estudiar amb Leah Zelikhman. Va continuar els seus estudis al Conservatori Txaikovski de Moscou a la classe de Vera Gornostàieva. Va acabar els estudis guanyant el primer premi. El 1977 va deixar la Unió Soviètica i va emigrar a Israel. Durant els dos anys següents va estudiar amb Nikita Magaloff a Ginebra i amb Arie Vardi a Tel-Aviv.
Valery Sigalevitch ha realitzat diverses gires i recitals a ciutats com Leningrad (Gran Sala de la Filharmònica), Bonn, Colònia, Bad Kissingen, Würzburg, Bamberg, Rothenburg, Tel-Aviv, Belgrad.
Als trenta-sis anys, Valery Sigalevitch s'ha establert a París, França. Va donar un recital a la Salle Gaveau el 16 de febrer de 1988, en un programa que inclou obres de Chopin i Debussy. El 4 de març de 1993 va actuar a la Salle Cortot, on va interpretar els vint-i-quatre Preludis de Chopin i les quatre balades del mateix compositor.
El seu repertori inclou obres de J.S. Bach, Haydn, Mozart, Beethoven, Schubert, Liszt, Brahms, Mussorgsky, Debussy, Ravel, Scriabin, Rachmaninoff, Prokofiev i altres compositors. Tanmateix, són les obres de Chopin i Schumann les que ocupen una posició central en el seu repertori. Des que va començar la seva carrera concertística, ha rebut nombroses crítiques entusiastes de la crítica d'Europa i Israel. Sovint ha tocat sota la batuta de Valeri Guérguiev.
També és un dedicat coneixedor de la pintura, la literatura i la filosofia. Actualment resideix a La Rochelle.
La discografia de Sigalevitch inclou les obres completes per a piano sol de Robert Schumann (14 CD) publicades el 2016 per Polyphonia Records.
Pedagog molt buscat, molts dels seus estudiants són guardonats amb importants concursos. Entre ells hi havia Ingmar Lazar i Jules Matton.